# 엔리케 마테오스
엔리케 마테오스 만세보(스페인어: Enrique Mateos Mancebo; 1934년 7월 15일, 마드리드 주 마드리드 ~ 2001년 7월 6일, 안달루시아 주 세비야)는 스페인의 전직 축구 선수로, 현역 시절 스트라이커로 활약했다.
그는 13년 동안 123번의 라 리가 경기에 출전해 48골을 넣었고, 1부 리그의 레알 마드리드, 세비야, 그리고 베티스에서 활동했다.

## 클럽 경력
마드리드 출신인 마테우스는 지역은 물론 전국적인 강호 레알 마드리드 유소년부 출신이다. 그는 마드리드의 1군으로 8군 활약하면서 주로 후보 선수로 활약했는데, 이 기간 동안 그는 13번의 주요 대회 우승을 거두었다. 그가 최고 성과를 거둔 시즌은 1956-57 시즌으로, 그는 라 리가를 우승하는 과정에 21번의 경기에 출전해 개인 최다인 14골을 기록했다. 또한 그는 총 16번의 유러피언컵 경기에서 9번 골망을 흔들었고, 대회에서 4번 우승을 거두었다.
마테오스는 1961년 여름에 93경기 출전 50골의 기록을 남기고 머랭 군단을 떠났다. 그는 이후 스페인 국내의 세비야, 레크레아티보, 베티스(후자의 두 구단은 같은 소속팀 출신이었다), 그리고 힘나스티카 토렐라베가를 거쳤는데, 세비야에서 당한 중상으로부터 재활을 시도했으나, 37세에 북미 축구 리그의 클리블랜드 스토커스와 남아프리카 공화국의 이스트 런던 셀틱을 거쳐 은퇴하기 전까지 결국 완쾌하지 못했다.
이후, 마테오스는 감독으로 전향하여 20년 가까이 활동했다. 그가 거둔 프로 무대 최고의 성과는 카디스를 이끌고 1977년에 사상 처음으로 1군으로 올렸지만, 이듬해 초에는 성적 부진으로 해임되었고, 안달루시아 연고구단은 결국 1년 만에 2부 리그로 강등되었다.

## 국가대표팀 경력
마테오스는 스페인 국가대표팀 일원으로 4년 동안 8번 출전했다. 그의 첫 경기는 1957년 3월 31일, 5-0으로 이긴 벨기에와의 친선경기였다.

### 국가대표팀 득점 기록
| #  | 날짜             | 경기장                              | 상대       | 점수 | 결과 | 대회                 |
| -- | ---------------- | ----------------------------------- | ---------- | ---- | ---- | -------------------- |
| 1. | 1957년 3월 31일  | 벨기에 브뤼셀 에젤                  | 벨기에     | 0–3  | 0–5  | 친선경기             |
| 2. | 1957년 5월 16일  | 스페인 마드리드 산티아고 베르나베우 | 스코틀랜드 | 1–0  | 4–1  | 1958년 월드컵 예선전 |
| 3. | 1959년 11월 22일 | 스페인 발렌시아 메스타야            | 오스트리아 | 6–2  | 6–3  | 친선경기             |

## 최후
마테오스는 2001년 7월 6일, 67번째 생일을 2주 앞두고 세비야에서 영면에 들었다.

## 수상
레알 마드리드
- 라 리가: 1953–54, 1954–55, 1956–57, 1957–58, 1960–61
- 유러피언컵: 1955–56, 1956–57, 1957–58, 1958–59, 1959–60
- 인터콘티넨털컵: 1960
- 코파 라티나: 1955, 1957